# 黒溝台会戦
黒溝台会戦（こっこうだいかいせん）とは、日露戦争中の1905年1月25日 - 1月29日にロシア満洲軍の大攻勢により起きた日本陸軍とロシア陸軍の戦闘。ロシア側の奇襲により始まり、兵力で劣勢だった日本軍は緒戦こそ苦戦したものの、結果的には日本の辛勝に終わった。欧米陸軍では、ロシア陸軍の作戦目標が沈旦堡であったことから沈旦堡付近の戦闘とも言う。

## 背景
1904年2月10日に起きた日露戦争は、満洲において鴨緑江会戦、金州南山の戦い、遼陽会戦、沙河会戦を経た後に奉天の南側で長く対峙（沙河の対陣）する膠着状態が続いていた。日露両軍ともに補給を待つためと、寒さと砲弾を避けるため、上部に掩体を施した塹壕を掘り、土の中にもぐったような状態で向かい合うことになった。
日本陸軍は旅順攻略までの砲弾の大量消耗により極端な砲弾不足に陥っており、このままではロシア陸軍に打撃を与えるどころか次の会戦も実行できないような状態が続いていた。一方、ロシア陸軍も先の沙河会戦により兵員不足に陥っていた。主要補給手段のシベリア横断鉄道は当時まだ単線で、満洲に到着した貨車をヨーロッパ側に送り戻すためには線路を空ける必要があったがその余裕がなく、満洲についた貨車はそのまま放棄された。このような努力にもかかわらずロシア軍の補給は劣悪で、兵員の糧食・被服などの輸送は追いつかない状態にあった。この状態でもロシアは日本陸軍より多少兵員が多かったが、慎重なロシア満洲軍総司令官アレクセイ・クロパトキン大将は攻撃を行わなかった。
ロシア首脳部は、退却ばかりを行い一向に日本軍と決戦しようとしないクロパトキンに業を煮やし、満洲陸軍の部隊指揮にクロパトキンに加えてグリッペンベルク大将を送り込んだ。グリッペンベルク大将は派遣当初、満洲の陸軍部隊を2つに分け、その片方を率いるよう命じられるはずであった。しかし、クロパトキンが極東陸海軍総督という地位にあり、依然として満洲陸軍の全権を持っていたため、グリッペンベルク大将は3軍に分割した第2軍のみの司令官という立場にとどまった。
しかし、グリッペンベルク大将は後述のミシチェンコ中将が得た日本軍の弱点を知り、自らが指揮する第二満州軍を以て沈旦堡から黒溝台にかけてを強襲し左翼再端の牛居を騎兵部隊で包囲殲滅することで秋山支隊ら日本軍最左翼を片翼包囲し潰走させる計画を立案。当作戦を以て日本軍への大攻勢を企画した。これが黒溝台会戦である。

## 威力偵察

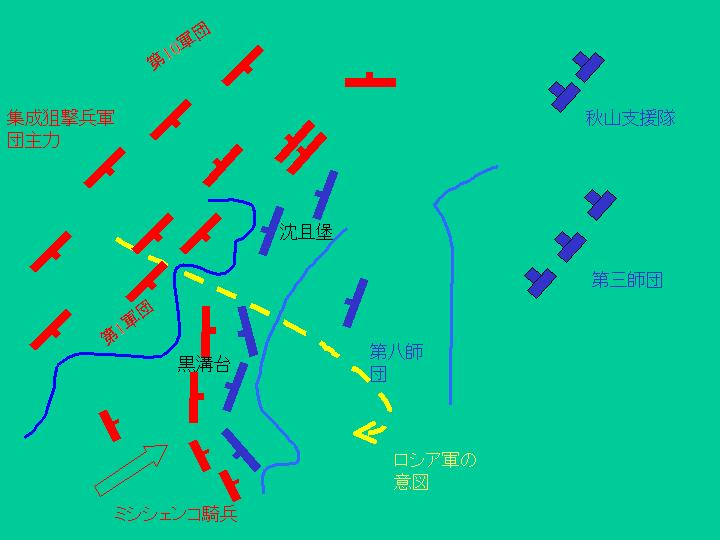
日露両軍の布陣（日本軍の左翼、ロシア軍の右翼部分）、黄色の破線は意図された露西亜軍の進行経路

黒溝台会戦前にクロパトキン大将は、騎兵支隊による威力偵察行動を試みた。この偵察行動は「ミシチェンコの8日間」と呼ばれている。この威力偵察は、日本軍の敵情を知るとともに日本軍の後方の兵站基地である営口を襲撃し、その地に揚陸されてある武器・弾薬や食料といった後方支援物資を焼き払うことによって、補給に滞りのあった日本軍を窮地に陥れようというものであった。
クロパトキン大将は1月3日パーヴェル・ミシチェンコ中将を奉天にあった司令部に呼び、この偵察行動を命令した。ミシチェンコ中将指揮下に置かれた騎兵支隊は、騎兵72個中隊、竜騎兵4個中隊、砲22門、総勢約1万人というかなり大規模な騎兵支隊であった。
騎兵支隊は1月9日、ミシチェンコ中将によって日本軍陣地のはるか後方の営口に向かって進軍を開始。途中日本軍の電柱を倒したり、線路を爆破したりしながら、1月12日夜半目的地である営口に到達した。営口への攻撃は満足に目的を果たせないまま、退却を開始することになったが、当初の目的である偵察においては、大いに目的を達成した。ミシチェンコ中将の偵察行動によって、ロシア軍は日本軍最左翼の李大人屯から牛居にかけての長大な戦線を秋山支隊約8,000名のみが薄く散開して防御しているという日本軍最大の弱点を発見したのである。

## 守備陣形・拠点防衛方式
日本軍は東西方向に大きく翼を広げたような格好で陣地を構築していたが、場所によっては厚さにムラがあった。日本軍は西側より順に秋山支隊、第2軍、第4軍、第1軍といった布陣で展開していた。このうち第2、第4軍は中央を担当している関係上、最も厚く布陣されていた。それに次ぐのが第1軍で、東側の山岳地帯に布陣していたが、ある程度厚く布陣されていた。一方、秋山支隊はこれらに比べ陣が薄く、防御も弱かった。
秋山支隊は秋山好古少将率いる騎兵支隊で、騎兵第1旅団を中心とした歩騎砲の3兵種を備えた複合型騎兵集団で、奥保鞏大将率いる第2軍に属し、日本軍最左翼を守備していた。しかしこの部隊は40km余りの戦線に対し、わずか8,000人程度の人員しか配置されていなかった。
秋山支隊のような兵力で40kmという広範囲を守ることは不可能であった。このため秋山少将は、拠点防御方式という騎兵としては相容れない考えの戦術を採用した。騎兵という兵種はその特徴である機動力で敵の弱点に対し打撃を与えるものである。一方、秋山少将の考え出した拠点防御方式は拠点に塹壕を掘り穴ぐらに馬ごと潜ってしまい、そこから機関銃などの兵器で攻撃するものであった。この戦術は騎兵の機動力が生かされない一方、不利でありながら防御体制を何とか構築することに成功し、黒溝台会戦の窮地を救うことになる。
秋山支隊は現地に七つの防御拠点を築いていた。西より牛居、五家子、黒溝台、古城子、沈旦堡、韓山台、李大人屯である。そのうち4大拠点として西部側より黒溝台に種田支隊、沈旦堡に豊辺支隊、韓山屯に三岳支隊、李大人屯に秋山支隊主力を配置していた。しかし、秋山少将は自分の司令部を奥第二軍との連絡のために支隊の一番右側である李大人屯に置き、戦力としても各師団に配属されている連絡用騎兵をわずかに率いていた。元来自分の率いていた騎兵第1旅団は自分の手元に置かず、ロシア軍が突破する進路になると考えられた沈且堡に主力を置き、豊辺大佐に指揮を執らせていた。

## 満洲軍総司令部の情報黙殺
ミシチェンコ支隊の威力偵察行動は兵力が大きく、行動範囲も大きかったため、当然日本側も騎兵で察知していた。偵察を察知した秋山少将は、「敵の前哨活動が活発である。何か大作戦の予兆あり」と満洲軍総司令部に対して幾度となく警報を送り続けた。しかし、警報はことごとく黙殺され、無視された。
同時期に駐英国大使館附武官宇都宮太郎中佐、駐独国大使館附武官大井菊太郎中佐の二名も「近いうちにロシア第二軍が南下攻勢を企図している」といった内容の報告をしきりに大本営を通じて伝達していた(欧州電報)。だが大本営は半信半疑であり、一応満州軍総司令部にも伝えられたものの殆ど反応は無く、黙殺されてしまった。また、先に述べたロシア軍のシベリア鉄道による補給活動が非常に活発であったため、日英同盟を結んでいたイギリス軍情報部によって列車の運送状況などの細かな情報もふんだんに満洲総司令部に届いていたが、その情報も結局無視されてしまった。
黙殺の理由は「この冬季にロシア軍が大作戦を起こすはずがない」といったものである。満洲軍総司令部の参謀達は、敵を撃退し前進した後、必ず踏みとどまって陣地の構築をする所謂「陣地前進主義」をよく行うロシア軍の習性があるのだから非常に寒く、大地も硬く凍結しており、ツルハシで陣地の構築を行おうにも一日にわずか7cmしか掘れず陣地の構築をすることが困難なこの季節にロシア軍は攻勢を発起するはずがないと考えていたのである。
しかし、ナポレオン・ボナパルトのロシア遠征を見てもわかるように、ロシア軍では冬将軍を気候の利として利用し、寒気を利用できる時期に攻勢を行うことを基本戦術として用いることが多い。だが、そのような定石戦法が考慮されることはなかった。さまざまな情報がすべて、ロシア軍の大作戦を予兆するものであったにもかかわらず、満洲軍総司令部はこれらの情報に目を向けなかった。このような状況下にロシア軍の大攻勢が実施された。この戦略的な失敗はのちのちまで大きく響き、日本軍の左翼は全線に渡って、攻撃を受け続けることになった。

## 応戦
グリッペンベルク大将は総勢10万人の大兵力を率いて攻勢を開始したが、満洲軍総司令部はこの時点でもまだ威力偵察程度に考えていた。1月22日鳥邦牛にて、騎兵第2旅団の将校斥候がロシア騎兵に遭遇し、ほぼ全滅に近い状況が起こってもなお威力偵察と考え、一応手当てとして立見尚文中将率いる第8師団を応援に送る程度であった。第8師団は、師団外の兵力として後備歩兵旅団を付属しており、兵力的には2万人程度のものであるが、威力偵察と看做していた総司令部は、この戦力で対応できると思い込んでいたと考えられる。
しかしながら、当時乃木希典大将率いる第3軍はまだ旅順からの到着待ちであり、満洲の日本軍全体で戦力が枯渇しており、予備軍がこの第8師団しかないという状況であったため、このほかにできることはなかったとも言える。立見は1月24日総司令部より準備命令を受け、翌1月25日正午に「黒溝台を救え」という命令を受け取った。このころ、黒溝台にはロシア軍が数多くの兵力を押し込んでいた。秋山支隊の拠点はどこもロシア軍の銃砲火を使った攻撃を受けていた。
秋山少将ははじめロシア軍の重圧が韓山台あたりに大きくかかってきたため、三岳支隊がいる辺りがロシア軍の攻撃目標と見誤り、隣の沈旦堡の豊辺新作大佐に対し、三岳支隊に応援を出すように指令した。このため豊辺大佐は三岳支隊応援のため部隊を編成し、小池順中佐に指揮させ、応援に向かわせることにした。しかし、25日夜ごろから沈旦堡付近のほうが戦況として激烈になり、豊辺大佐は後方にいた後備歩兵第31連隊の小原文平中佐に支援を請い、小原中佐は豊辺大佐支援のため2個中隊を派遣した。
このころ第8師団は総司令部の命令で黒溝台を救援すべく戦線のはるか後方より零下30度近い寒気の中を前線へと駆けつけ、26日夜に大台まで駆けつけた。しかし極寒の環境下で第八師団がいた大藍旗から黒溝台までかけつけるには時間がかかる為一旦中間にある物資集積地であった狼洞溝を目標とし、その手前の大新庄子で同じく救援として現地に向かっていた後備歩兵第八旅団と合流する手筈となった。
だがここで、第8師団の由比光衛参謀長は第八師団及び後備歩兵第八旅団を一度狼洞溝で待機させ、救援すべき猛烈な攻撃を受け続けている黒溝台陣地を一旦放棄し、現地部隊を南東方面へ逃亡させることでロシア第二軍主力を狼洞溝等南東方面に誘引。これらが縦列を成して種田支隊らを追撃している隙に第八師団らで露軍縦列の横っ腹を攻撃して包囲殲滅。のち手薄の黒溝台を奪還するという作戦を考案し、秋山支隊の指揮下の部隊であったにも拘らず、総司令部の命令として黒溝台の種田支隊を退却させた。
しかし、ロシア軍は奪った黒溝台陣地を僅か数時間で再構築し拠点陣地として活用。そのうえ由比参謀長が企図した南東への誘引策にロシア軍は乗らず現地にとどまった為作戦は破綻。黒溝台一帯をむざむざ明け渡した挙句この撤退により孤軍奮闘していた沈旦堡の豊邉支隊はロシア軍の包囲下におかれ窮地に立たされた。作戦失敗をうけた第8師団は黒溝台奪還のために展開をはじめたが狼洞溝にて待機していた第八師団が速やかに善戦に展開できるはずもなく、終わる間もなくロシア軍が総力を挙げて襲い掛かってきた。結果、第8師団は秋山支隊を救援するどころか窮地に陥ることになった。
その上二十六日にはミシチェンコ騎兵部隊が最左翼の牛居を攻撃して現地を奪取。現地部隊は牛居の東、三尖泡に撤退してしまった。さらにこの事態を受けてようやく満州軍総司令部は露軍の目的が日本軍左翼の片翼包囲にあることを察知。これにひどく狼狽した参謀らは二転三転する命令を乱発して前線のさらなる混乱を招いてしまった。

## 増援投入
日本軍の満洲軍総司令部は、手持ちの兵力（予備軍）が限られており、情勢の把握ができていなかったことから、兵力の逐次投入という戦術上最悪の行動を行なった。救援に送った第8師団がたちまち窮地に陥ると、満洲軍総司令部はかなり狼狽した。
日本軍は非常に悪い状態にあったが、不幸中の幸いか会戦直前に大山巌将軍により予備部隊として第二軍より木越安綱中将率いる第5師団が、第一軍からは西島助義中将率いる第2師団の一部、第二軍より大島義昌中将率いる第3師団、そして立見中将の第8師団が抽出され後方にて待機しており、第八師団は既に救援に向かっているためそれ以外の三師団すべてが前線へと投入されることとなった。
派遣された兵力は4個師団と後備歩兵旅団が1個、砲兵連隊が2個連隊の大規模なものになった。このため、満洲軍総司令部は、第8師団長・立見中将の統一指揮の下に「臨時立見軍」として行動させようとしたが、とうの第8師団は軍としての準備がなされておらず連携できず、立見自身も第8師団の動員が遅いうえ敵情に暗く、更に立見は自分より先任である第3師団長の大島義昌中将を指揮できないため、「臨時立見軍」は実現しなかった。
応援軍は順に現地へ急行したものの満州の寒さと食事に出た酒により進軍は遅々として進まず、その間に沈旦堡の豊邉支隊はロシア軍の猛攻に晒されることとなった。
豊邉支隊は同二十六日午後一時頃に沈旦堡北の周官堡から重砲四門、沈旦堡北西の張庄子から砲三十門による猛射と沈旦堡西、柳条口方面からの敵三個中隊の増派を受け沈旦堡西南陣地を失陥。重ねて午後四時三十分に露軍は沈旦堡の西側一帯に広く散開し一斉に攻勢を開始。豊邉支隊の応戦により露軍は大損害を出すも奮戦むなしく五時三十分には露軍が小樹子及び沈旦堡西南堡塁に侵入。さらにロシア軍は一個連隊、二個大隊の増援を受け激しい白兵戦が起こるも、その時豊邉支隊は沈旦堡西側を小樹子から柳条口へ北へ移動する一個旅団及び二個連隊を発見。余りの多さに驚く将兵を尻目にこれを好機ととらえた豊邉中佐はこれに集中砲火を浴びせ、驚いた露軍縦隊は散開して逃亡。結果的に時間を稼ぐことに成功した。
この時間的猶予は戦局に大きな影響を与え、第三師団より派遣された歩兵第三十三連隊の二個大隊が増援として沈旦堡に到着。さらに当時露軍前線部隊が「小樹子」を占領したのを「沈旦堡」を占領したものと誤認。総司令部まで伝わってしまい、安心したグリッペンベルク中将は翌二十七日は全軍休息をとるよう指示。この指示の結果ロシア第三軍全体の動きが一時停止してしまい、この一瞬の停止は後にロシア敗戦の大きな原因となった。
実際この停止により体勢を立て直した先尖泡の村山支隊は二十七日午前十一時、歩兵第十一連隊及び砲兵第十七連隊の救援を得ることに成功。同日中には第二師団が黒溝台方面へ送られることが決定。しかしこの第二師団の投入先を巡って由比参謀長と他参謀の間で意見が食い違ってしまい、手薄な中央を補強するため中央に投入すべしという他参謀と逆包囲を狙い左翼への投入を主張する由比参謀長は他参謀に対し由比参謀長が頑なに譲らず。結果的に軍全体の意思決定を遅らせてしまう結果となった。
しかも其の隙をついてロシア軍東部シベリア狙撃歩兵第一師団長ゲルングロス中将は今だ手薄な中央にある蘇麻堡が第八師団と村山支隊の連結点になっていることに注目し、蘇麻堡を最大限の兵力を以て奪取しその後南東へ突っ切って第八師団と村山支隊を分断する作戦を計画。上司であるシベリア第一軍団長シタケリベルク中将はゲルングロス中将へ十二個大隊を信任。クロパトキンの命令に従わず独断でこの攻撃を許可した。
二十七日午後九時にゲルングロス中将は自ら指揮を執って行動を開始。蘇麻堡の歩兵第五連隊及び歩兵第三十二連隊を北と西から包囲した。圧倒的不利な状況下で二連隊は森川中佐の下、奮戦。小銃や機関砲など持ちうる兵器をすべて使用して露軍に大出血を強いるも度重なる反復攻撃に西北一角を失陥。さらにロシア東狙兵第三十五連隊が蘇麻堡西方塹壕を占領と戦局は芳しくなく、翌二十八日午前三時には蘇麻堡大半を失陥している状況であったが、まさにその時司令部よりロシア軍は退却命令を受けたうえ、蘇麻堡北東方面に突如増援である歩兵第十七連隊第三大隊が現れたため、背後を遮断され包囲されることを危惧したロシア軍は撤退。第三大隊は容赦のない追撃を行いロシア軍は四方に潰走、午前八時までには蘇麻堡を日本軍は完全に回復した。この戦闘によりゲルングロス中将が企図した一大反撃作戦は完全なる失敗に終わった。
同日午前七時半、準備を終えた第五師団は八時十分を以て沈旦堡西方柳条口方面に一斉攻撃を開始。前述した沈旦堡陥落の誤報により配置転換が遅れていた露軍は効果的な対応をなんら行えず午前九時過ぎに柳条口を放棄して撤退。午前十時半に第五師団は柳条口の占領に成功。ついに沈旦堡の包囲を解くことに成功した。
これを受けてグリッペンベルク中将はなおも戦意を失わず兵士を鼓舞。戦闘を続けたものの日本軍第二軍参謀高柳保太郎の提言により沙河にて露軍主力と対峙していた第一軍及び第二軍が同日午後一時二十分、一斉に牽制砲撃と銃撃を開始。クロパトキン大将はこれを日本軍の全線にわたる本格攻勢と誤認し午後九時、グリッペンベルク率いる第二軍に対し撤退を下令。しかしグリッペンベルクはこれに従わず結果的に翌二十九日まで攻撃を続けた。
一方二十八日夕刻、グリッペンベルク中将の作戦により沈旦堡北東の前線を突破し再び沈旦堡を包囲できる寸前だったロシア第十軍団は命令に従わないグリッペンベルクに業を煮やしたクロパトキン大将の直接命令により撤退。ロシア軍は最後の勝利の機会を逃してしまった。
一方日本軍では左翼隊を指揮する依田広太郎少将が決死の突撃で五家子を奪還。これにより由比参謀長の作戦通り第二師団の左翼開進が可能となった。これにより戦力は揃ったと判断した第八師団は黒溝台へ夜襲を敢行。しかし対策していた露軍の前に夜襲は失敗。大損害を受けある部隊では生還者二名というありさまであった。
同時にこの起死回生の左翼への戦力集中による夜襲の失敗により第八師団中央ががら空きとなり、なんと第八師団司令部がおかれた古城子が殆ど無防備であった。しかし正に神風。翌二十九日の朝砲声が聞こえず偵察の結果、突如のロシア第二軍撤退が判明。これを以て黒溝台会戦は日本軍の勝利で幕を閉じた。

## 結果・その後
兵力的にはロシア軍は負けるべくして負けたわけではない。日本軍の参加兵力は約5万3千人、死傷約9千3百余人であり、それに対してロシア軍の参加兵力は約10万人、死傷約1万人である。28日の時点で日本軍側は、たとえば第8師団が死傷5割程度で全滅に等しい状態であったのに対し、ロシア軍はまだ健全な兵力がおおよそ9万人もあり、退却する必要性はなかった。また、なぜ退却したのかは不明である。黒溝台会戦において主導的に戦闘を行いつつも、内部での不明瞭な決定によって戦闘を終了してしまったことは、日露戦争におけるロシア軍の体質的な問題の発露でもあるとの考察もある。しかし、有力な考察の一つとして、現地軍と総司令部間の不和に端を発するというものがある。当時クロパトキン将軍は幾度となく総司令部の意に反して独自に行動を起こしているとして、シタケリベルク中将を総司令部命令により指揮権剥奪の上更迭し、軍団長の職を解いていた。これに対してグリッペンベルク大将は憤怒しクロパトキン将軍を批判。しまいには病と称し第二軍の総指揮権を第八軍団長のミロフ中将に委譲した上本国へ帰国の意をみせ、グリッペンベルク中将に忠誠を誓い団結していた将兵は総司令部への不信とグリッペンベルク中将の態度から戦意喪失の状態にあったことがこの撤退の理由ではないかと考えられている。
しかし、ロシア軍の作戦は、自ら日本軍の主力と考えていた乃木率いる第3軍が到着するまでに日本軍に大打撃を与え、あわよくば壊滅させる意図の元に立案されたものと考えられる。そのため日本軍の予想していない厳冬期に日本軍の最も脆弱な戦線に攻勢をかけ突破して他の日本軍陣地の兵站・連絡を絶つとともに後背より奇襲して大混乱に至らしめ、その混乱に乗じてロシア主力部隊が日本軍陣地の正面より攻勢をかけて挟撃撃滅するということになる。よって、黒溝台こそ奪い取るも秋山支隊が守る戦線を短期間で突破できず膠着状態になった時点でロシア軍の作戦意図の半分は失われたことになる。それでも早急に戦線を突破し日本軍陣地の後方に回り込んで攻撃することができれば奇襲の効果は無いにしろロシア軍に勝機は残っていた。
ロシア軍は冬将軍の利用に熟知していたので、陣地・兵営より出て戦うことは諸刃の剣であって短期に想定していた戦果を得られなかったらそのまま我が身に降りかかってくることになるのを知っていたのである。つまり、ロシア兵士といえど厳冬期の野営が続けば凍傷・衰弱・凍死により何もしないまま戦力が削られ勝機はどんどん遠のいていくことになるのである。
ロシア軍が完全に勝機が潰えたと判断したのは、乃木率いる第3軍の北上がロシア軍の想定よりはるかに早かったからである。旅順攻略の傷癒えぬまま休息もあらばこそと部隊編成を行い1月15日から次々と送り出した。ロシア軍がよほど無能で無いかぎり第3軍の動向は諜報機関などを通じて掌握に務めていたはずであり、第3軍北上の報に接したクロパトキンは乃木に心の内まで見透かされた思いに慄然としたであろう。そして、攻勢をかけている戦線にロシア軍が想定していた兵力の第3軍が殺到すれば突破どころか大敗必至との判断でロシア軍は一旦兵を引かざるを得なかったとの考察もある。
乃木は満洲軍総司令部よりゆっくりの北上で良いと伝えられていたにもかかわらず兵にまともな休息も与えず寒さ厳しきなか北上させたが、軍人としての勘であればそれで、ロシアの過去の戦いを冷静に分析して冬期攻勢を予想したうえで急いだとすればそれで優れた判断であった。
ともあれ、日本はこの攻撃を打ち返し、ロシア軍の意図をくじいた。ロシア軍自体もこの作戦での負けを認めたこととなり、これはロシア国内に蔓延していた厭戦気分に大きく影響することになった。また、これよりのちにロシア軍側が主導して大会戦を行うことはなく、後の奉天会戦に至っては単独進攻する乃木大将隷下の第3軍とそれを支援する奥大将隷下の第2軍による作戦行動に振り回され、公主嶺まで退却することとなった。このため、この会戦が日露戦争の流れを変える分水嶺になったともいえる。

## 影響
この会戦にて、野戦で初めて本格的に機関銃が使われた。それまでの野戦は、小銃射撃と銃剣突撃を駆使した歩兵戦闘に加え、榴散弾による砲撃支援が主流だったのに対し、秋山旅団は己の不利な部分(旅団の規模、装備、練成等)を塹壕の構築、機関銃の集中使用によって補う方法を模索し、結果、黒溝台の塹壕構築と機関銃の大量使用につながった。これは塹壕戦の最たるものと言える。機関銃を装備した塹壕陣地をロシア軍は5:1の兵力差があったにもかかわらず、結果として突破できなかった。これは、旅順要塞攻防戦、奉天会戦における塹壕と機関銃の大活躍と相まって「いかなる大軍と言えども、機関銃を装備した塹壕を突破する事は困難である」という戦訓を残した。欧米諸国は極東の一事例として当初この戦訓を真剣に受け止めなかったが、第一次世界大戦の西部戦線やガリポリの戦いでは双方が互いに塹壕を構築、対峙した上での大量消耗戦へと発展する。この戦術が破られるのは、第一次世界大戦のブルシーロフ攻勢におけるロシア軍の攻撃を嚆矢とし、戦車の登場、リガ攻勢におけるドイツ軍での突撃隊の登場、第二次世界大戦におけるドイツ軍の電撃作戦にて完成を見た浸透戦術の誕生まで待つ事になる。